# Ulf Rådbjer
Ulf Michael Rådbjer, född 18 maj 1960 i Vantörs församling i Stockholm, är en svensk ishockeydomare som har tidigare erfarenhet som spelare i Elitserien för AIK och Hammarby och även har spelat för Västerås IK och IFK Tumba i Division I. Han har blivit vald till årets domare av spelarna i Elitserien sju år i rad åren 1997–2003, och har dömt både OS och VM. Rådbjer gjorde uppehåll från elithockeyn säsongen 2005/2006 och 2007/2008, på grund av en skada.
Sedan våren 2014 agerar Rådbjer domare i TV4-programmet Gladiatorerna.

## Meriter
- SICO:s guldpipa 1997–2003, som ishockeydomare
- SM-guld 1982, som ishockeyspelare
- SM-silver i ishockey 1978 och 1981
- U20 EM-guld 1978
- U18 EM-guld 1977
- TV-pucken vinnare 1975 med Stockholm
- Stor grabb som domare med nummer 41[8]